# ۱۷۹ (قمری)
۱۷۹ (قمری)، صد و هفتاد و نهمین سال در گاهشماری هجری قمری است. اول محرم این سال برابر با سی و یکم مارس سال ۷۹۵ میلادی است.

## زادگان
معتصم عباسی